# Islam Dudaev
Islam Dudaev (in russo Ислам Лечиевич Дудаев?; 15 gennaio 1995) è un lottatore russo naturalizzato albanese, specializzato nella lotta libera.

## Palmarès
| Anno                            | Manifestazione  | Sede      | Evento | Risultato | Note |
| ------------------------------- | --------------- | --------- | ------ | --------- | ---- |
| In rappresentanza della Russia  |                 |           |        |           |      |
| 2017                            | Mondiali U23    | Bydgoszcz | 61 kg  | Bronzo    |      |
| 2018                            | Mondiali U23    | Bucarest  | 65 kg  | Bronzo    |      |
| In rappresentanza dell' Albania |                 |           |        |           |      |
| 2022                            | Europei         | Budapest  | 65 kg  | Bronzo    |      |
| 2024                            | Giochi olimpici | Parigi    | 65 kg  | Bronzo    |      |